# Guiscard
Guiscard település Franciaországban, Oise megyében. Lakosainak száma 1763 fő (2022. január 1.). Guiscard Guivry, Beaugies-sous-Bois, Berlancourt, Crisolles, Flavy-le-Meldeux, Fréniches, Maucourt, Muirancourt, Le Plessis-Patte-d’Oie, Quesmy, Villeselve és Esmery-Hallon községekkel határos.

## Népesség
A település népességének változása:
| Lakosok száma | 1798 | 1796 | 1821 | 1803 | 1804 | 1805 | 1800 | 1776 | 1763 |
|               | 2013 | 2015 | 2016 | 2017 | 2018 | 2019 | 2020 | 2021 | 2022 |